# Canutus Mauritii
Canutus Mauritii, född 1550 i Östra Stenby församling, Östergötland, död 1629 i Skärkinds församling, Östergötlands län, var en svensk präst.

## Biografi
Canutus Mauritii föddes 1550 i Östra Stenby församling. Han var son till kyrkoherden Mauritius Petri. Mauritii blev 1572 student vid Uppsala universitet och prästvigdes 1575 till komminister i Skärkinds församling. Han blev 1587 kyrkoherde i Skärkinds församling och 1593 kontraktsprost i Skärkinds kontrakt. Han skrev under Uppsala mötes beslut 1593. År 1615 skänkte han två kandelabrar till Linköpings domkyrka. Han avled 1629 i SKärkinds församling.

### Familj
Mauritii  var gift med Ingrid Svendotter (död 1660). De fick tillsammans sonen kyrkoherden Mauritius Canuti i Adelövs församling.